# Iunit
Iunit (ỉwnỉ.t / ỉwnt.t) az ókori egyiptomi vallás egyik istennője. Helyi jelentőségű istenségként főleg Thébában és környékén tisztelték. Armant (eredeti egyiptomi nevén Iuni) városában Montu hitvesének tartották egy másik istennővel, Tjenenettel együtt. Első fennmaradt említése II. Montuhotep korából származik, de Armantban valószínűleg korábban is imádták. Neve jelentése: „az armanti”.
A szintén Théba környékén tisztelt Raet istennő valószínűleg kapcsolatban áll vele; talán Iunit szoláris aspektusa.